# Villa del Rosario (Uruguay)
Villa del Rosario es una localidad uruguaya del departamento de Lavalleja.

## Ubicación
La localidad se encuentra situada en la zona suroeste del departamento de Lavalleja, sobre la cuchilla del Vejigas (ramal de la cuchilla Grande), al sur del río Santa Lucía sobre la ruta 12, 2.5 km al sureste de su intersección con la ruta 108. Dista 26km de la capital departamental.

## Población
Según el censo de 2011, la localidad contaba con una población de 149 habitantes.
| 111           | 149 |
| (Fuente: INE) |     |